# Comuni dell'Amazonas (Brasile)

Lo Stato di Amazonas, in Brasile

Segue un elenco dei 61 comuni dello stato brasiliano dell'Amazonas.
| #  | Comune                    | Microregione     | Mesoregione         | Area (km²) | Popolazione | Densità |
| -- | ------------------------- | ---------------- | ------------------- | ---------- | ----------- | ------- |
| 1  | Alvarães                  | Tefé             | Centro Amazonense   | 5.911,75   | 16.856      | 2,17    |
| 2  | Amaturá                   | Alto Solimões    | Sudoeste Amazonense | 4.758,82   | 8.850       | 1,86    |
| 3  | Anamã                     | Coari            | Centro Amazonense   | 2.453,93   | 7.437       | 3,03    |
| 4  | Anori                     | Coari            | Centro Amazonense   | 5.795,28   | 21.617      | 2,00    |
| 5  | Apuí                      | Madeira          | Sul Amazonense      | 54.239,9   | 29.116      | 0,32    |
| 6  | Atalaia do Norte          | Alto Solimões    | Sudoeste Amazonense | 76.354,99  | 27.012      | 0,18    |
| 7  | Autazes                   | Manaus           | Centro Amazonense   | 7.599,28   | 39.014      | 3,78    |
| 8  | Barcelos                  | Rio Negro        | Norte Amazonense    | 122.475,73 | 18.897      | 0,20    |
| 9  | Barreirinha               | Parintins        | Centro Amazonense   | 5.750,53   | 31.092      | 4,71    |
| 10 | Benjamin Constant         | Alto Solimões    | Sudoeste Amazonense | 8.793,43   | 42.173      | 3,02    |
| 11 | Beruri                    | Coari            | Centro Amazonense   | 17.251,24  | 13.180      | 0,76    |
| 12 | Boa Vista do Ramos        | Parintins        | Centro Amazonense   | 2.586,83   | 13.120      | 5,07    |
| 13 | Boca do Acre              | Boca do Acre     | Sul Amazonense      | 22.348,95  | 33.013      | 1,36    |
| 14 | Borba                     | Madeira          | Sul Amazonense      | 44.251,19  | 36.762      | 0,58    |
| 15 | Caapiranga                | Coari            | Centro Amazonense   | 9.456,58   | 10.242      | 1,08    |
| 16 | Canutama                  | Purus            | Sul Amazonense      | 29.819,63  | 10.940      | 0,37    |
| 17 | Carauari                  | Juruá            | Sudoeste Amazonense | 25.767,35  | 37.006      | 0,96    |
| 18 | Careiro                   | Manaus           | Centro Amazonense   | 6.091,55   | 33.681      | 4,05    |
| 19 | Careiro da Várzea         | Manaus           | Centro Amazonense   | 2.631,13   | 21.685      | 7,90    |
| 20 | Coari                     | Coari            | Centro Amazonense   | 57.921,65  | 67.009      | 1,00    |
| 21 | Codajás                   | Coari            | Centro Amazonense   | 18.711,53  | 29.179      | 0,96    |
| 22 | Eirunepé                  | Juruá            | Sudoeste Amazonense | 15.831,57  | 39.117      | 1,84    |
| 23 | Envira                    | Juruá            | Sudoeste Amazonense | 13.369,29  | 17.431      | 1,30    |
| 24 | Fonte Boa                 | Alto Solimões    | Sudoeste Amazonense | 12.110,91  | 29.346      | 1,60    |
| 25 | Guajará                   | Juruá            | Sudoeste Amazonense | 8.904,24   | 13.750      | 1,54    |
| 26 | Humaitá                   | Madeira          | Sul Amazonense      | 33.071,67  | 71.003      | 1,16    |
| 27 | Ipixuna                   | Juruá            | Sudoeste Amazonense | 13.565,92  | 17.054      | 1,26    |
| 28 | Iranduba                  | Manaus           | Centro Amazonense   | 2.215,03   | 30.229      | 13,65   |
| 29 | Itacoatiara               | Itacoatiara      | Centro Amazonense   | 8.891,99   | 91.866      | 9,43    |
| 30 | Itamarati                 | Juruá            | Sudoeste Amazonense | 25.275,89  | 8.048       | 0,32    |
| 31 | Itapiranga                | Itacoatiara      | Centro Amazonense   | 4.231,13   | 7.471       | 1,77    |
| 32 | Japurá                    | Japurá           | Norte Amazonense    | 55.791,48  | 5.311       | 0,10    |
| 33 | Juruá                     | Juruá            | Sudoeste Amazonense | 19.400,42  | 8.548       | 0,44    |
| 34 | Jutaí                     | Alto Solimões    | Sudoeste Amazonense | 69.551,86  | 36.017      | 0,25    |
| 35 | Lábrea                    | Purus            | Sul Amazonense      | 68.229,01  | 46.004      | 0,54    |
| 36 | Manacapuru                | Manaus           | Centro Amazonense   | 7.329,23   | 79.531      | 10,85   |
| 37 | Manaquiri                 | Manaus           | Centro Amazonense   | 3.975,76   | 19.956      | 5,02    |
| 38 | Manicoré                  | Madeira          | Sul Amazonense      | 48.282,48  | 48.169      | 0,91    |
| 39 | Maraã                     | Japurá           | Norte Amazonense    | 16.910,42  | 17.416      | 1,03    |
| 40 | Maués                     | Parintins        | Centro Amazonense   | 29.988,39  | 59.231      | 1,16    |
| 41 | Nhamundá                  | Parintins        | Centro Amazonense   | 14.105,62  | 17.504      | 1,24    |
| 42 | Nova Olinda do Norte      | Itacoatiara      | Centro Amazonense   | 5.608,55   | 32.345      | 5,77    |
| 43 | Novo Airão                | Rio Negro        | Norte Amazonense    | 37.771,25  | 14.459      | 0,38    |
| 44 | Novo Aripuanã             | Madeira          | Sul Amazonense      | 41.191,35  | 27.906      | 0,43    |
| 45 | Parintins                 | Parintins        | Centro Amazonense   | 5.952      | 79.567      | 18,90   |
| 46 | Pauini                    | Boca do Acre     | Sul Amazonense      | 43.263,39  | 18.052      | 0,42    |
| 47 | Presidente Figueiredo     | Rio Preto da Eva | Centro Amazonense   | 25.422,24  | 31.175      | 0,83    |
| 48 | Rio Preto da Eva          | Rio Preto da Eva | Centro Amazonense   | 5.813,2    | 29.729      | 3,89    |
| 49 | Santa Isabel do Rio Negro | Rio Negro        | Norte Amazonense    | 62.846,24  | 16.573      | 0,26    |
| 50 | Santo Antônio do Içá      | Alto Solimões    | Sudoeste Amazonense | 12.307,77  | 36.011      | 1,49    |
| 51 | São Gabriel da Cachoeira  | Rio Negro        | Norte Amazonense    | 109.184,9  | 45.364      | 0,33    |
| 52 | São Paulo de Olivença     | Alto Solimões    | Sudoeste Amazonense | 19.745,81  | 36.891      | 1,51    |
| 53 | São Sebastião do Uatumã   | Parintins        | Centro Amazonense   | 10.741,04  | 8.309       | 0,77    |
| 54 | Silves                    | Itacoatiara      | Centro Amazonense   | 3.748,82   | 8.202       | 2,19    |
| 55 | Tabatinga                 | Alto Solimões    | Sudoeste Amazonense | 3.225,06   | 61.262      | 14,01   |
| 56 | Tapauá                    | Purus            | Sul Amazonense      | 89.324,26  | 18.716      | 0,21    |
| 57 | Tefé                      | Tefé             | Centro Amazonense   | 23.704,43  | 74.116      | 2,29    |
| 58 | Tonantins                 | Alto Solimões    | Sudoeste Amazonense | 6.432,59   | 21.414      | 2,96    |
| 59 | Uarini                    | Tefé             | Centro Amazonense   | 10.246,22  | 8.031       | 0,78    |
| 60 | Urucará                   | Parintins        | Centro Amazonense   | 27.904,86  | 16.324      | 0,58    |
| 61 | Urucurituba               | Itacoatiara      | Centro Amazonense   | 2.906,68   | 27.020      | 5,86    |

Manaus Popolazione:
3.776.234